# Bakuryuu Sentai Abaranger
Bakuryuu Sentai Abaranger (爆竜戦隊アバレンジャー (Bộc long Chiến đội Abaranger) Bakuryū Sentai Abarenjā), dịch: Chiến đội Bộc long Abaranger, là seri Super Sentai thứ 27, do Toei Company sản xuất. Bản Mỹ hóa là Power Rangers: Dino Thunder do The Walt Disney Company mua bản quyền và sản xuất. Ở Việt Nam, Abaranger được gọi với tên Siêu nhân khủng long bộc phá do hãng phim Phương Nam thuyết minh trong Gokaiger. Riêng Hàn Quốc chỉ lấy tên tiêu đề phim để lồng tiếng Hàn cho phiên bản gốc của Bakuryū Sentai Abaranger chứ không liên quan gì đến bản làm lại từ Abaranger mà Saban Entertainment sản xuất và phát hành năm 2004.

## Cốt truyện
Khoa học tin rằng 65 triệu năm trước, một thiên thạch đâm vào Trái Đất khiến loài khủng long tuyệt chủng. Thật ra, nó chia Trái Đất thành hai phần song song: Trái Đất mà chúng ta đang sống gọi là "Another Earth" và nơi tồn tại của Khủng long gọi là "Dino Earth". Qua thời gian, tộc Long Nhân và loài Bộc Long phát triển trên Dino Earth nhưng họ phải chống lại Evolien, những kẻ xâm lược đến từ sao chổi. Asuka, một cư dân thuộc tộc Long Nhân xuất hiện trên Another Earth qua một cổng chuyển đổi trong khi đang chạy trốn khỏi Evolien và ba Bộc Long bị chúng kiểm soát là Tyrannosaurus, Pteranodon, và Triceratops. Ba Bộc Long dù bị Evolien kiểm soát, nhưng một số người sở hữu năng lượng Dino Guts mạnh mẽ nghe thấy lời kêu cứu của chúng. Hakua Ryouga, Sanjou Yukito và Itsuki Ranru, ba trong số những người sở hữu Dino Guts đứng ra giải cứu ba Bộc Long, đưa chúng về hình dạng thật sự. Asuka đưa cho họ Dino Brace, trở thành Abaranger, cùng các Bộc Long chống lại Evolien, bảo vệ hoà bình cho Another Earth.

## Nhân vật

### Abaranger
- Hakua Ryouga (伯亜 凌駕 (Bách Á Lăng Giá) Hakua Ryōga?) - AbaRed (アバレッド Abareddo?):

Một anh chàng tận tình, chu đáo, quan tâm đến mọi người, nhất là cháu gái mình, với mong muốn bản thân sẽ là một người cha tốt. Anh cũng là người vui tính, hài hước và luôn là cầu nối giúp các thành viên gắn kết và thấu hiểu nhau hơn. Sau này, anh nhận được sức mạnh Abare Max, giải phóng sức mạnh cho Bộc Long huyền thoại Styracosaurus. Sau khi tiêu diệt Evolien, anh cùng cháu gái đến Mỹ sinh sống. 
- Sanjou Yukito (三条 幸人 (Tam Điều Hạnh Nhân) Sanjō Yukito?) - Abare Blue (アバレブルー Abare Burū?):

Một bác sĩ vật lý trị liệu với tay nghề rất cao, có thể thấy sự bất thường trên cơ thể người khác và sẵn sàng chữa trị miễn phí cho họ, dù với những người đặt lịch khám thì anh lấy thù lao rất cao. Dù vẻ ngoài lạnh lùng nhưng bên trong là con người tốt bụng. Sự lạnh lùng đó một phần đến từ quá khứ tồi tệ của Yukito. Dù được sinh ra trong gia đình tài phiệt giàu có, nhưng người cha khắc nghiệt vì muốn con trai khi trưởng thành phải thay cha tiếp quản công ty nên đã đè nặng áp lực học tập và cấm đoán anh đủ thứ, kể cả chuyện tình cảm. Yukito vì hận cha đã bỏ nhà đi từ năm 16 tuổi, thậm chí đoạn tuyệt với ông ta khi sự nghiệp đã vững mạnh. Nhưng nhờ Ryouga mà anh hiểu ra điều đó không giúp mình thôi ám ảnh về cha, còn khiến bản thân chẳng khác gì ông ta ngày trước, và cách duy nhất để giải thoát bản thân khỏi sự ám ảnh là tha thứ. Sau này, anh kết hôn với Imanaka Emiri, và cũng là người trao quyền năng của Abaranger cho nhóm Gokaiger.
- Itsuki Ranru (樹 らんる (Thụ Lan Lưu) Itsuki Ranru?) - Abare Yellow (アバレイエロー Abare Ierō?):

Một thiên tài cơ khí, sở hữu một chiếc xe BD-1 của Đức và có nickname là Birdie. Cô là người năng nổ, thích đua xe đạp và ưa hòa bình. Trước kia, cô từng theo nghiệp người mẫu nhưng đã từ bỏ vì cảm thấy bản thân không phù hợp. Cô thầm yêu Asuka, nhưng tự biết bản thân không thể có được trái tim của anh, vì trong tim Asuka chỉ có người vợ chưa cưới Mahoro, lúc này đang bị Evolien tẩy não với cái tên Jeanne. 
- Asuka (アスカ Asuka?) - Abare Black (アバレブラック Abare Burakku?):

Chiến binh của Dino Earth và là người bạn thân thiết của các Bộc Long. Trong lúc chạy trốn khỏi sự truy đuổi của Evolien, anh bị mất sức mạnh và phải nhờ cậy nhóm Ryouga, Yukito và Ranru chống lại Evolien. Sau này, anh cũng lấy lại được sức mạnh và cùng họ chiến đấu. Asuka có khả năng cảm nhận năng lượng của những Bộc Long bị thất lạc và giúp chúng trở thành một phần của cả đội. Anh có nỗi khổ tâm trong lòng khi Mahoro - người vợ chưa cưới bị Evolien bắt cóc và tẩy não, trở thành Jeanne. Sau này, để cứu Mahoro mà anh chấp nhận bị bộ giáp huyền thoại nuốt chửng cả thể xác lẫn tâm trí, và quay ra tấn công đồng đội của mình. Sau cùng, anh cũng được giải thoát và phá huỷ bộ giáp. Sau khi tiêu diệt Evolien, anh cùng các Bộc Long trở về Dino Earth, kết hôn với Mahoro, và họ có với nhau một cô con gái.
- Nakadai Mikoto (仲代 壬琴 (Trọng Đại Nhâm Cầm) Nakadai Mikoto?) - Abare Killer (アバレキラー Abare Kirā?):

Một bác sĩ phẫu thuật và từng chữa trị cho Ryouga. Anh là một thiên tài bẩm sinh, xuất sắc trên mọi lĩnh vực, thậm chí nhận bằng tiến sỹ từ năm 14 tuổi, nhưng cũng vì vậy mà anh cảm thấy cuộc sống này quá nhàm chán. Anh cũng sở hữu Dino Guts và nghe thấy tiếng gọi của các Bộc Long, nhưng chúng lại không chọn anh. Nhưng khi tàu chiến của Evolien bị phá huỷ, một quả trứng Bộc Long cùng Dino Brace rơi xuống đúng chỗ anh đang đứng. Anh mang quả trứng về, giúp nó hấp thụ năng lượng và cũng dùng Dino Brace để biến hình, tự đặt cho mình cái tên Abare Killer. Nhưng thay vì bảo vệ chính nghĩa như nhóm Asuka, anh tự mình trở thành bên thứ ba, đối đầu với cả Abaranger lẫn Evolien chỉ để cuộc sống bớt nhàm chán. Bộc Long bên trong quả trứng kia chính là TopGaler - Bộc Long mạnh mẽ nhất, có khả năng hợp thể với bất kỳ Bộc Long nào khác. Sau này, anh còn về phe Evolien, gây nhiều sóng gió cho Abaranger. Nhưng sau này, nhờ Abaranger mà anh nhận ra mình đang bị Evolien lợi dụng, và sự thật trí thông minh thiên tài của anh là do anh mang trong mình một nửa sinh mệnh của Tà mệnh thần Dezumozurya - thủ lĩnh Evolien từ khi sinh ra. Và Dino Brace của Mikoto thực chất là phiên bản chưa hoàn thiện, khi sử dụng quá nhiều thì nó sẽ phát nổ. Mikoto tỉnh ngộ, dành quãng thời gian còn lại của cuộc đời để cùng các Abaranger chống lại Evolien. Sau khi tiêu diệt bè lũ Evolien, anh chấp nhận cùng TopGaler ra đi trong thanh thản. Sau khi mất, tên của anh được Asuka đặt cho con gái của mình, như một sự ghi nhớ. Sau này, linh hồn anh hiện về cùng hai chiến binh đã hy sinh khác là DragonRanger và TimeFire, trao sức mạnh GokaiSilver cho Ikari Gai, giúp cậu trở thành một phần của nhóm Gokaiger.

### Mecha và Dino Brace
Các mecha trong Abaranger và Dino Brace có thể biết nói chuyện.

### Khác
- Emiri Imanaka (今中 笑里 (Kim Trung Tiếu Lý) Imanaka Emiri?): Bạn đồng hành cùng Abaranger, cô có thể nghe tiếng nói của Bakuryu. Ban đầu cô được chọn làm chiến binh Abare Yellow nhưng cô nhận ra mình không thể kiểm soát được.
- Ryuunnosuke Sugishita (杉下 竜之介 (Sam Hạ Long Chi Giới) Sugishita Ryuunnosuke?): Giống Emiri, ông cũng có thể nghe được tiếng của Bakuryu. Ông được chọn làm chiến binh Abare Blue nhưng không thể kiểm soát giống Emiri.
- Mai Hakua (伯亜 舞 (Bách Á Vũ) Hakua Mai?): Em gái của Ryouga - Abare Red.
- Mahoro/Jannu (マホロ/ジャンヌ Mahoro/Jannu?): Cô là vợ chưa cưới của Asuka, cô bị Dezymozorya lừa là Asuka đã phản bội lại cô, sau đó cô bị Dezymozorya biến thành một trong những thuộc hạ trung thành tin cậy của hắn - Nữ Sứ Giả Hủy Diệt với tên gọi là Jannu. Sau đó cô được cứu thoát nhưng bị mất trí nhớ nhưng rồi cô hồi phục và cuối cùng cô cùng Asuka trở về Dino Earth với các Bakuryu và Rizye.
- Lije (リジェ Rije?): Cô là một nửa linh hồn của Rizye, một phần không bị chi phối bởi Dezymozorya. Cô muốn ngăn chặn cuộc chiến giữa Asuka và Jannu. Khi Rizye biến thành Rijewel, cô không thể trở lại được nữa, sau đó cô nhập vào cơ thể của Mai, em gái của Ryouga. Sau khi cô trở giải thoát Dezymozorya ra khỏi cơ thể của Rijewel, cô trở lại là một em bé và được Asuka và Mahoro nhận nuôi và được đặt tên là Mikoto.
- Công chúa Freesia (フリージア姫 Furījia-hime?) (Movie): Công chúa trong truyền thuyết ở Dino Earth, một hôm cô gặp Abaranger ở bờ biển. Cô nhờ nhóm Abaranger giúp cô thoát khỏi Evorian trong thanh kiếm của cô hồi phục, nhưng rồi phát hiện ra đó là công chúa giả do một Evorian biến thành.

## Danh sách tập phim
Các tập đều chứa từ "Abare - cuồng nộ" (アバレ Abare).
1. Khủng long Cuồng nộ đại tấn công (アバレ恐竜大進撃! Abare Kyōryū Dai Shingeki!?)
2. Hoàn tất! Đại robot Khủng long (誕生! アバレンオー Tanjō! Abaren'ō?)
3. Anh hùng cuồng nộ và đứa trẻ (子連れヒーローアバレ系 Kotsure Hīrō Abare Kei?)
4. Đã hoàn thành! Căn cứ bí mật Bộc long (完成! 秘密アバレ基地 Kansei! Himitsu Abare Kichi?)
5. Cuồng nộ trị liệu (アバレ治療! ジャジャジャジャーン Abare Chiryō! Jajajajān?)
6. Cuồng nộ thần tượng bà lão (アバレアイドル老け娘 Abare Aidoru Fuke Musume?)
7. Bé khủng long cuồng nộ (アバレ赤ちゃん爆竜 Abare Akachan Bakuryū?)
8. Cú bắn của Abare Black (アバレブラックこの一発! Abare Burakku Kono Ippatsu!?)
9. Thức tỉnh!! Cuồng nộ viên sống sót (目覚めよ! アバレサバイバー Mezame yo! Abare Sabaibā?)
10. Cuồng nộ hội viên trói buộc (アバレリーガー金縛り Abare Rīgā Kanashibari?)
11. Cuồng nộ linh hồn.Con ỉn. (アバレサイキック。ブヒっ。 Abare Saikikku. Buhī.?)
12. Nhát chém cuồng nộ ở Kyoto (アバレノコギリ、京都を斬る! Abare Nokogiri, Kyōto o Kiru!?)
13. Cuồng nộ búi tóc (アバレてチョンマゲ! Abare Te Chonmage!?)
14. Khám phá! Abaresaurus (発掘! アバレサウルス Hakkutsu! Abaresaurusu?)
15. Thế giới cuồng nộ chỉ có quỷ dữ (アバレ世間は鬼ばかり Abare Seken wa Oni Bakari?)
16. Cuồng Nộ Lướt Ván (乗ってけ! アバレサーフィン Notteke! Abare Sāfin?)
17. Chiến Trường Cuồng Nộ (戦場のアバレかっぽれ Senjō no Abare Kappore?)
18. Ai kia? Abare Killer! (誰だ? アバレキラーだ! Dare da? Abare Kirā da!?)
19. Đánh Thức Bộc Long Thằn Lằn Bay (よろしくアバレアミーゴ Yoroshiku Abare Amīgo?)
20. Cỗ Máy Hủy Diệt Khai Sinh (キラーオー、アバレ初め! Kirāō, Abare Hajime!?)
21. Cuồng Bạo Sát Thủ (アバレ恋! キロキロ Abare Koi! Kirokiro?)
22. Bài hát cuồng nộ của cô gái nhỏ (娘たちのアバレ歌 Musumetachi no Abare Uta?)
23. Giải cứu Bộc long! (アバレ電波ドギューン! Abare Denpa Dogyūn!?)
24. Nữ sinh cuồng nộ (アバレ女子高生! ありえな～い Abare Joshikōsei! Ariena~i?)
25. Sứ đồ xâm lăng (開運! アバレ絵馬 Kaiun! Abare Ema?)
26. Tiêu diệt cá ngừ quái (釣りバカアバレ日誌、どもども Tsuri Baka Abare Nisshi, Domodomo?)
27. Thân phận bị hoán đổi (アバレッドはアバレブルー Abareddo wa Abare Burū?)
28. Cô dâu cuồng nộ (花嫁はアバレチャン Hanayome wa Abare-chan?)
29. Đệ tử ích kỷ, cuộc thi cuồng nộ (わがまま使徒、アバレ争奪戦 Wagamama Toshi, Abare Sōdatsusen?)
30. Ác ma tối thượng! Hình thành Abarevolien! (最凶! アバレヴォリアン結成 Saikyō! Abarevorian Kessei?)
31. Đó là sự cuồng nộ, nổi tuyệt đỉnh (そのアバレ、究極につき Sono Abare, Kyūkyoku ni Uki?)
32. Cuồng nộ Burstosaurs van tiết lưu đầy đủ (アバレ爆竜フルスロットル Abare Bakuryū Furu Surottoru?)
33. Đừng quên trận chiến cuồng nộ (アバレ戦士を忘れない Abare Senshi wo Wasurenai?)
34. Cùng chơi game nào! Ngôi sao cuồng nộ Assault (ゲームをやろう! 突撃アバレ星 Gēmu o Yarō! Totsugeki Abare Hoshi?)
35. Cuồng nộ Nadesico, Hoán đổi thứ 7 (アバレナデシコ七変化たい! Abare Nadeshiko Shichi Henka Tai!?)
36. Tình yêu đầu, cuồng nộ phép màu (初恋アバレミラクル Hatsukoi Abare Mirakuru?)
37. Cảm nhận hài lòng, nữ hoàng cuồng nộ (快感アバレクイーン Kaikan Abare Kuīn?)
38. Cuồng nộ hồng nở rộ (花咲けるアバレピンク Hanasakeru Abare Pinku?)
39. Tốt lắm! Ông bố cuồng nộ (がんばれ! アバレファーザー Ganbare! Abare Fāzā?)
40. Chém áo giáp cuồng nộ (アバレ鎧を斬れ! Abare Yoroi wo Kire!?)
41. Mừng giáng sinh cuồng nộ! (メリーアバレマス! ジャメジャメ Merī Abaremasu! Jamejame?)
42. Điều ẩn giấu trong đứa trẻ cuồng nộ (アバレキッドに潜みしもの Abare Kiddo ni Himishimono?)
43. Abare Killer's bất diệt!? (アバレキラーは不滅!? Abare Kirā wa Fumetsu!??)
44. Là một giấc mơ ảo thuật cuồng nộ Salaryman sao? (サラリーマンはアバレ仕掛けの夢を見るか? Sararīman wa Abare Shikake no Yume wo Miru ka??)
45. Bắt đầu điệu nhảy rumba cuồng nộ (あけましてアバレルンバ Akemashite Abare Runba?)
46. Hãy cầu nguyện! Kei nghe nhìn cuồng nộ (祈って! アバレビジュアル系 Inotte! Abare Bijuaru-Kei?)
47. 5 chiến binh bộc long (5人のアバレンジャー Gonin no Abarenjā?)
48. Trò chơi cuồng nộ cuối cùng (ファイナルアバレゲーム Fainaru Abare Gēmu?)
49. Bứt phá! Trận chiến cuồng nộ quyết định cuối cùng (突入! アバレ最終決戦 Totsunyū! Abare Saishū Kessen?)
50. Duy nhất cuồng nộ số 1 (アバレた数だけ Abareta Kazu Dake?)

### Phim
- Bakuryuu Sentai Abaranger DELUXE ~ Abare Summer is Freezing Cold!
- Bakuryuu Sentai Abaranger 20th: Unforgivable Abare - Phim điện ảnh kỷ niệm 20 năm

### Đặc biệt
- Bakuryuu Sentai Abaranger Super Video: The All-Bakuryuu Roaring Laughter Battle
- Bakuryuu Sentai Abaranger: Dino Guts CD
- Bakuryuu Sentai Abaranger vs. Hurricanger
- Tokusou Sentai Dekaranger vs. Abaranger

## Diễn viên
- Kōichirō Nishi: Ryouga Hakua/AbareRed/AbareMax
- Takashi Nagasako: Tyranno (lồng tiếng)
- Shō Tomita: Yukito Sanjou/AbareBlue
- Kōki Miyata: Kera (lồng tiếng)
  - Ryūnosuke Kamiki (神木 隆之介 Kamiki Ryūnosuke?): Kerato (Tập 36)
- Aiko Itō (いとう あいこ Itō Aiko?): Ranru Itsuki/AbareYellow
- Emi Shinohara: Ptera (lồng tiếng)
- Kaoru Abe: Asuka/AbareBlack; Khách hàng tại nhà hàng Sugishita (tập 50)
- Banjō Ginga: Brachio (lồng tiếng)
- Kōtarō Tanaka: Mikoto Nakadai/AbareKiller; Khách hàng tại nhà hàng Sugishita (tập 50)
- Hikaru Midorikawa: TopGaler (lồng tiếng)
- Michi Nishijima: Emiri Imanaka; Sakihime Shinzou (Tập 12-13); Thiên Thần (Tập 36)
- Kouen Okumura: Ryunnosuke Sugishita; Tatsunonoke (Tập 12-13); Thượng đế (Tập 36)
- Maya Banno: Mai Hakua, Taigoro (Tập 12)
- Tarō Suwa: Yokota
- Kyōsei Tsukui: Yatsudenwani (lồng tiếng)
- Sayaka Aida: Paki (lồng tiếng)
- Daisuke Kishio: Dimenokodon (lồng tiếng)
- Hiroshi Iida: Stegoraidon (lồng tiếng)
- Kōzō Shioya: ParasauroloCutter (lồng tiếng)
- Akemi Misaki: AnkyloVelius (lồng tiếng)
- Eri Sakurai: Jannu/Mahoro; Khách hàng tại nhà hàng Sugishita (tập 50)
- Kasumi Suzuki: Kasumi/Lije; Khách hàng tại nhà hàng Sugishita (tập 50)
  - Maki Ogawa: Lijewel; Khách hàng tại nhà hàng Sugishita (tập 50)
- Yoshinori Okamoto: Gairuton/Mizuho
- Bunkō Ogata: Mikela (lồng tiếng)
- Hidenari Ugaki: Voffa (lồng tiếng)
- Kiyoyuki Yanada: Space Ninja Janiiga (lồng tiếng) (Abaranger vs. Hurricaneger)

## Bài hát
Đầu
- "Bakuryū Sentai Abaranger" (爆竜戦隊アバレンジャー Bakuryū Sentai Abarenjā?)
  - Lời: Yumi Yoshimoto
  - Sáng tác: Takafumi Iwasaki
  - Cải biên: Seiichi Kyōda
  - Thể hiện: Masaaki Endoh

Kết
- "We are the ONE ~Bokura wa Hitotsu~" (Ｗｅ　ａｒｅ　ｔｈｅ　ＯＮＥ〜僕らはひとつ〜 Uī ā za WAN ~Bokura wa Hitotsu~?)
  - Lời: Yumi Yoshimoto
  - Sáng tác: Yasuo Kosugi
  - Cải biên: Seiichi Kyōda
  - Thể hiện: Akira Kushida

Xen kẽ
- "Burstosaur Gattai! Abarenoh" (爆竜合体!アバレンオー Bakuryū Gattai! Abareno?) thể hiện bởi Masaaki Endoh
- "Can't stop The Dino Guts" (ダイノガッツがとまらない Daino Gattsu No Tomaranai?) thể hiện bởi Hironobu Kageyama
- "ABARE-SPIRIT FOREVER" thể hiện bởi Akira Kushida
- "Fight! For the earth!!" thể hiện bởi Hideaki Taketori
- "Evolien Hymn" (エヴォリアン聖歌 Evorian Seika?) thể hiện bởi Lije (Kasumi Suzuki), Mikela (Bunkō Ogata) & Voffa (Hidenari Ugaki)
- "Bakuryū Mambo Tyra! Kera! Ptera!" (爆竜マンボ ＤＥ テラ!ケラ!プラ! Bakuryū Manbo DE Tera! Kera! Pura!?) thể hiện bởi Bakuryū Stars (Takashi Nagasako, Kōki Miyata, and Emi Shinohara)
- "dead end game" thể hiện bởi Mikoto Nakadai (Kōtarō Tanaka)
- "Mood is MAX!" (気分はＭＡＸ！ Kibun wa Makkusu!?) thể hiện bởi Akira Kushida
- "You're the Only one" (君は Ｏｎｌｙ　ｏｎｅ Kimi wa Onrī Wan?) thể hiện bởi DINOSTARS (Kōichirō Nishi, Shō Tomita, Aiko Itō, and Kaoru Abe)
- "The Sun's One Child" (太陽を１コ Taiyou wo Ichi Ko?) thể hiện bởi Ryouga Hakua (Kōichirō Nishi)
- "Blue Passion" (蒼き情熱 Aoki Jounetsu?) thể hiện bởi Yukito Sanjou (Shō Tomita)
- "Have Courage, Darlin'" (勇気をだしてDarlin' Yuuki wo Dashite Dārin?) thể hiện bởi Ranru Itsuki (Aiko Itō)
- "Harmonica's Poem" (ハモニカの詩 Hamonika no Shi?) thể hiện bởi Asuka (Kaoru Abe)
- "Burstosaur Counting Song" (爆竜数え唄 Bakuryū Kazoe Uta?) thể hiện bởi Hiroko Asakawa